# Filippo Maria de Monti
Filippo Maria de Monti (ur. 23 marca 1675 w Bolonii, zm. 17 stycznia 1754 w Rzymie) – włoski kardynał.

## Życiorys
Urodził się 23 marca 1675 roku w Bolonii, jako syn Ferdinanda Montiego i Camilli Moscardini. Studiował na Uniwersytecie Bolońskim, a następnie został kanonikiem bazyliki liberiańskiej. 9 września 1743 roku został kreowany kardynałem prezbiterem i otrzymał kościół tytularny Sant’Agnese fuori le mura. Zmarł 17 stycznia 1754 roku w Rzymie.